# Зелений Клин (Баштанський район)
Зелений Клин — село в Україні, у Баштанській міській громаді Баштанського району Миколаївської області. Населення становить 130 осіб (зареєстровано станом на 01.01.2023р.).

## Населення
Згідно з переписом УРСР 1989 року чисельність наявного населення села становила 116 осіб, з яких 49 чоловіків та 67 жінок.
За переписом населення України 2001 року в селі мешкало 130 осіб.

### Мова
Розподіл населення за рідною мовою за даними перепису 2001 року:
| Мова       | Відсоток |
| ---------- | -------- |
| українська | 93,85 %  |
| російська  | 3,08 %   |
| білоруська | 1,54 %   |
| молдовська | 1,54 %   |